# Плоєштіорі
Плоєштіорі (рум. Ploieștiori) — село у повіті Прахова в Румунії. Входить до складу комуни Блежой.
Село розташоване на відстані 60 км на північ від Бухареста, 4 км на північ від Плоєшті, 81 км на південний схід від Брашова.

## Населення
За даними перепису населення 2002 року у селі проживали 2766 осіб.
Національний склад населення села:
| Національність | Кількість осіб | Відсоток |
| -------------- | -------------- | -------- |
| румуни         | 2741           | 99,1%    |
| цигани         | 18             | 0,7%     |
| угорці         | 5              | 0,2%     |

Рідною мовою назвали:
| Мова      | Кількість осіб | Відсоток |
| --------- | -------------- | -------- |
| румунська | 2740           | 99,1%    |
| угорська  | 26             | 0,9%     |